# Línea 8 (Los Tranvías de Zaragoza)
La antigua línea 8 de tranvía de la ciudad de Zaragoza (España) fue una de las líneas que componían su vieja red tranviaria.
Operada por Los Tranvías de Zaragoza, embrión de la actual TUZSA (Transportes Urbanos de Zaragoza) comenzó a dar servicio en 1903, hasta que fue oficialmente clausurada el 1 de noviembre de 1972.
La línea 8 realizaba el recorrido comprendido entre el Cementerio de Torrero y la Plaza de España de la capital aragonesa.